# Pondicherry
Pondicherry là một thành phố và khu đô thị của quận Pondicherry thuộc bang Puducherry, Ấn Độ.

## Địa lý
Pondicherry có vị trí 11°56′B 79°50′Đ / 11,93°B 79,83°Đ Nó có độ cao trung bình là 0 mét (0 feet).

## Nhân khẩu
Theo điều tra dân số năm 2001 của Ấn Độ, Pondicherry có dân số 220.749 người. Phái nam chiếm 50% tổng số dân và phái nữ chiếm 50%. Pondicherry có tỷ lệ 76% biết đọc biết viết, cao hơn tỷ lệ trung bình toàn quốc là 59,5%: tỷ lệ cho phái nam là 82%, và tỷ lệ cho phái nữ là 71%. Tại Pondicherry, 11% dân số nhỏ hơn 6 tuổi.